# Africa Cup 2007
La Africa Cup del 2007 fue la octava edición del Torneo africano de naciones.

## Resultados

### Grupo A Zona Norte
| Pos. | Equipo    | Encuentros | Encuentros | Encuentros | Encuentros | Tantos  | Tantos    | Tantos     | Puntos Bonus | Puntos Totales |
| Pos. | Equipo    | jugados    | ganados    | empatados  | perdidos   | a favor | en contra | diferencia | Puntos Bonus | Puntos Totales |
| ---- | --------- | ---------- | ---------- | ---------- | ---------- | ------- | --------- | ---------- | ------------ | -------------- |
| 1    | Kenia     | 2          | 2          | 0          | 0          | 45      | 35        | + 10       | 0            | 8              |
| 2    | Marruecos | 2          | 1          | 0          | 1          | 36      | 29        | + 7        | 1            | 5              |
| 3    | Camerún   | 2          | 0          | 0          | 2          | 25      | 42        | - 17       | 1            | 1              |

|  | Clasificado a la Semifinal |

### Resultados
| 26 de mayo | Marruecos | 20 – 6 | Camerún | Casablanca, |  |

| 23 de junio | Kenia | 23 – 16 | Marruecos | Nairobi, |  |

| 7 de julio | Camerún | 19 – 22 | Kenia | Yaundé, |  |

### Grupo B Zona Norte
| Pos. | Equipo          | Encuentros | Encuentros | Encuentros | Encuentros | Tantos  | Tantos    | Tantos     | Puntos Bonus | Puntos Totales |
| Pos. | Equipo          | jugados    | ganados    | empatados  | perdidos   | a favor | en contra | diferencia | Puntos Bonus | Puntos Totales |
| ---- | --------------- | ---------- | ---------- | ---------- | ---------- | ------- | --------- | ---------- | ------------ | -------------- |
| 1    | Costa de Marfil | 2          | 2          | 0          | 0          | 28      | 24        | + 4        | 0            | 8              |
| 2    | Túnez           | 2          | 1          | 0          | 1          | 25      | 22        | + 3        | 1            | 5              |
| 3    | Senegal         | 2          | 0          | 0          | 2          | 16      | 23        | - 7        | 2            | 2              |

### Resultados
| 26 de mayo | Senegal | 10 – 12 | Costa de Marfil | Dakar, |  |

| 23 de junio | Túnez | 11 – 6 | Senegal | Ciudad de Túnez, |  |

| 7 de julio | Costa de Marfil | 16 – 14 | Túnez | Abiyán, |  |

### Grupo A Zona Sur
| Pos. | Equipo  | Encuentros | Encuentros | Encuentros | Encuentros | Tantos  | Tantos    | Tantos     | Puntos Bonus | Puntos Totales |
| Pos. | Equipo  | jugados    | ganados    | empatados  | perdidos   | a favor | en contra | diferencia | Puntos Bonus | Puntos Totales |
| ---- | ------- | ---------- | ---------- | ---------- | ---------- | ------- | --------- | ---------- | ------------ | -------------- |
| 1    | Uganda  | 2          | 2          | 0          | 0          | 41      | 24        | + 17       | 0            | 8              |
| 2    | Namibia | 2          | 1          | 0          | 1          | 102     | 30        | + 72       | 2            | 6              |
| 3    | Zambia  | 2          | 0          | 0          | 2          | 15      | 104       | - 89       | 0            | 0              |

### Resultados
| 26 de mayo | Namibia | 83 – 10 | Zambia | Windhoek, |  |

| 23 de junio | Uganda | 20 – 19 | Namibia | Kampala, |  |

| 7 de julio | Zambia | 5 – 21 | Uganda | Lusaka, |  |

### Grupo B Zona Sur
| Pos. | Equipo                | Encuentros | Encuentros | Encuentros | Encuentros | Tantos  | Tantos    | Tantos     | Puntos Bonus | Puntos Totales |
| Pos. | Equipo                | jugados    | ganados    | empatados  | perdidos   | a favor | en contra | diferencia | Puntos Bonus | Puntos Totales |
| ---- | --------------------- | ---------- | ---------- | ---------- | ---------- | ------- | --------- | ---------- | ------------ | -------------- |
| 1    | Madagascar            | 2          | 2          | 0          | 0          | 51      | 29        | + 22       | 0            | 8              |
| 2    | South Africa Amateurs | 2          | 1          | 0          | 1          | 45      | 29        | + 16       | 1            | 5              |
| 3    | Zimbabue              | 2          | 0          | 0          | 2          | 37      | 75        | - 38       | 1            | 1              |

### Resultados
| 26 de mayo | South Africa Amateurs | 45 – 8 | Zimbabue | Johannesburgo, |  |

|  | Madagascar | 21 – 0 | South Africa Amateurs |  |  |

| 7 de julio | Zimbabue | 29 – 30 | Madagascar | Harare, |  |

## Semifinal
| 26 de septiembre | Uganda | 24 – 12 | Kenia | Antananarivo, |  |

| 26 de septiembre | Madagascar | 32 – 25 | Costa de Marfil | Antananarivo, |  |

## Final
| 29 de septiembre | Madagascar | 11 – 42 | Uganda | Antananarivo, |  |

| Bandera de Uganda |
| Campeón Uganda    |
| Primer título     |